# Кузьминка 2
Кузьминка 2 — деревня в Скопинском районе Рязанской области. Входит в Шелемишевское сельское поселение.

## География
Находится в западной части Рязанской области на расстоянии приблизительно 18 км на восток-юго-восток по прямой от районного центра города Скопин.

## История
Была отмечена на карте 1850 года (тогда Кузьминка) как поселение с 10 дворами. В 1859 году здесь (тогда деревня Скопинского уезда Рязанской губернии) было учтено 33 двора , в 1897 — 21.

## Население
Численность населения: 125 человек (1859 год), 238 (1897), 33 в 2002 году (русские 97 %), 21 в 2010.